# Inez Flinta
Inez Malm, tidigare Flinta, född 7 december 1890 i Hedemora stadsförsamling, Kopparbergs län, död 6 februari 1991 i Örs församling, Värmlands län, var en svensk lärare och rösträttsaktivist. 

## Biografi
Inez Flinta föddes 1890 i Hedemora stadsförsamling. Hon var dotter till direktören Gustaf Flinta och Albertina Bernhardt. Flinta fick 9 juli 1915 behörighet att söka anställning som ämneslärarinna vid kommunala mellanskolor. Hon var verksam i kampanjen för införandet av kvinnlig rösträtt i Sverige och var från 1915 till 1916 ledamot i Föreningen för kvinnans politiska rösträtt i Nybro. Flinta var ordförande för Föreningen för kvinnans politiska rösträtt i Mjölby 1919–1921.

### Familj
Flinta gifte sig 1933 med ämbetsmannen Carl Malm (1879–1962).